# Вальмореа
Вальмореа (італ. Valmorea) — муніципалітет в Італії, у регіоні Ломбардія, провінція Комо.
Вальмореа розташована на відстані близько 530 км на північний захід від Рима, 45 км на північний захід від Мілана, 12 км на захід від Комо.
Населення — 2663 особи (2014).
Щорічний фестиваль відбувається 3 лютого. Покровитель — святий Власій.

## Демографія
Населення за роками:

Станом на 1 січня 2023 року в муніципалітеті офіційно проживало 106 іноземців з 28 країн, серед них 39 громадян країн Євросоюзу та 2 громадяни України.

## Сусідні муніципалітети
- Альбіоло
- Біццароне
- Каньо
- Родеро
- Уджате-Тревано